# Palazzo Ducale (Alessano)
Il Palazzo Ducale è uno storico palazzo di Alessano, in provincia di Lecce.

## Storia e descrizione

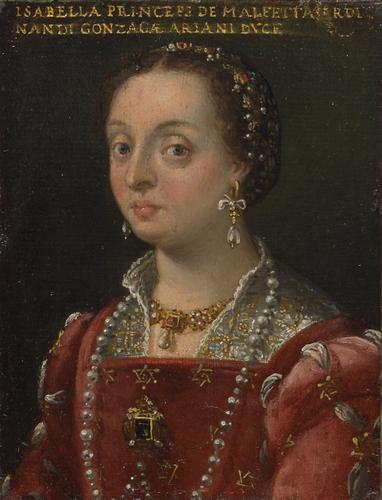
Ritratto di Isabella di Capua

Il Palazzo Ducale, importante centro di cultura durante il governo dei Gonzaga, è un edificio fortificato con eleganti decorazioni che ne ingentiliscono l'aspetto.
Fu realizzato alla fine del Quattrocento, sotto il governo dei feudatari Del Balzo, di cui resta memoria nella stella a sedici punte simbolo della casata. Venne portato in dote da Isabella di Capua, sposando nel 1530 Ferrante I Gonzaga, principe di Molfetta e Viceré di Sicilia. Nel XVI secolo i Gonzaga trasformarono il complesso nella propria residenza signorile.
Il palazzo subì numerosi interventi nel corso dei secoli, specialmente nei locali posti a pianterreno; conserva la sua primitiva struttura, invece, nella parte centrale del piano nobile e negli ampi e comodi scaloni ad esso accedenti. L'originaria facciata rinascimentale non è più visibile dall'esterno, perché chiusa da un edificio fatto eseguire nell'ultimo decennio del Settecento dal feudatario del tempo Nicolò Ayerbo d'Aragona, come lascia intendere una scritta incisa su una finestra: (Domus odit amat punit conservat honorabat nequitiam pacem crimina iura probos. A.D. 1794) La casa (Ayerbo d'Aragona) non sopporta la malvagità, ama la pace, punisce i reati, mantiene in vigore le leggi, onora gli onesti. Nell'anno del Signore 1794.
Nei primi anni del Novecento, il palazzo fu comprato da Carlo Sangiovanni, i cui eredi ne sono ancora i proprietari.